# ATP San Paolo 1993
L'ATP San Paolo 1993 è stato un torneo di tennis giocato sulla terra rossa. È stata la 10ª edizione del torneo, che fa parte della categoria ATP World Series nell'ambito dell'ATP Tour 1993.Si è giocato a San Paolo in Brasile dal 1° al 7 novembre 1993.

## Campioni

### Singolare maschile
Alberto Berasategui ha battuto in finale  Sláva Doseděl con il punteggio di 6–4, 6–3

### Doppio maschile
Sergio Casal /  Emilio Sánchez hanno battuto in finale  Pablo Albano /  Javier Frana con il punteggio di 4–6, 7–6, 6–4